# Joseph-François Couillard-Després
Joseph-François Couillard-Després (1er août 1765 – 17 juillet 1828) fut un agriculteur et homme politique fédéral du Bas-Canada. 

## Biographie
Il est né à l'Islet, Québec, le fils de Jean-Baptiste Couillard-Després, seigneur de l'Islet-Saint-Jean, capitaine dans la milice, et Marie-Josette Pin. 
Couillard-Després était major de la milice dans la division de Saint-Jean-Port-Joli au cours de la guerre de 1812. Il a également été un juge de paix. 
Il a représenté Devon dans la Assemblée législative du Bas-Canada de 1814 à 1820 et de 1824 à 1827.
En 1788, il épouse Marie Bélangé. Il mourut à l'Islet à l'âge de 62 ans.